# Physoclypeus flavus
Physoclypeus flavus är en tvåvingeart som först beskrevs av Christian Rudolph Wilhelm Wiedemann 1830.  Physoclypeus flavus ingår i släktet Physoclypeus och familjen lövflugor.
Artens utbredningsområde är Uruguay. Inga underarter finns listade i Catalogue of Life.